# ATP Quito

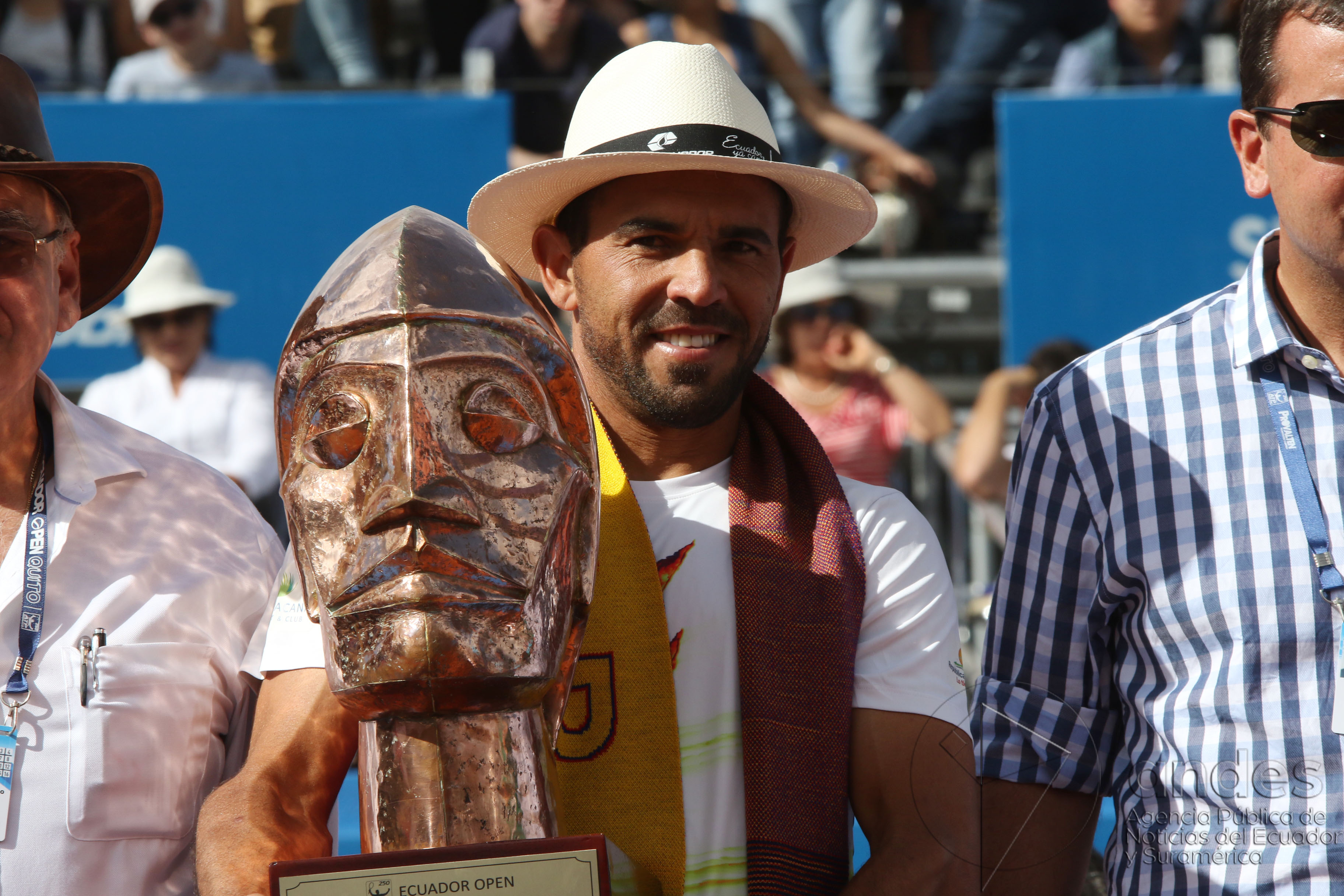
Víctor Estrella 2016 bei seinem zweiten Turniersieg

Das ATP-Turnier von Quito (offiziell Ecuador Open) war ein Herren-Tennisturnier, das von 2015 bis 2018 im ecuadorianischen Quito ausgetragen wurde. Das Turnier wurde auf Sandplätzen im Freien ausgetragen und zählte zur Kategorie ATP Tour 250.

## Geschichte
Durch die Lage von 2.800 Metern über dem Meeresspiegel bekamen Spieler bei dem Turnier schlechter Luft und der Ball fliegt schneller. Die Austragungsstätte, der Club Jacarandá ist mehr als doppelt so hoch gelegen wie die Turniere in den Alpen.
Im Kalender der ATP Tour trat es die Nachfolge des Turniers von Viña del Mar an. Aufgrund von Finanzierungsproblemen im Zuge der schlechten wirtschaftlichen Lage im Land, hat das Turnier 2018 zum letzten Mal stattgefunden. Es wurde durch das Turnier in Córdoba ersetzt.

## Siegerliste
Rekordsieger im Einzel ist Víctor Estrella aus der Dominikanischen Republik, der die ersten drei von vier Ausgaben des Turniers gewann.

### Einzel
| Jahr | Sieger                  | Finalgegner          | Finalergebnis   |
| ---- | ----------------------- | -------------------- | --------------- |
| 2018 | Roberto Carballés Baena | Albert Ramos Viñolas | 6:3, 4:6, 6:4   |
| 2017 | Víctor Estrella (3)     | Paolo Lorenzi        | 6:72, 7:5, 7:66 |
| 2016 | Víctor Estrella (2)     | Thomaz Bellucci      | 4:6, 7:65, 6:2  |
| 2015 | Víctor Estrella (1)     | Feliciano López      | 6:2, 6:75, 7:65 |

### Doppel
| Jahr | Sieger                                | Finalgegner                       | Finalergebnis   |
| ---- | ------------------------------------- | --------------------------------- | --------------- |
| 2018 | Nicolás Jarry Hans Podlipnik-Castillo | Austin Krajicek Jackson Withrow   | 7:66, 6:3       |
| 2017 | Jamie Cerretani Philipp Oswald        | Julio Peralta Horacio Zeballos    | 6:3, 2:1 aufgg. |
| 2016 | Pablo Carreño Busta Guillermo Durán   | Thomaz Bellucci Marcelo Demoliner | 7:5, 6:4        |
| 2015 | Gero Kretschmer Alexander Satschko    | Víctor Estrella João Souza        | 7:5, 7:63       |